# Rasa de la Canaleta
La Canaleta o la rasa de la Canaleta és un afluent per l'esquerra de la rasa de Coll de Jou (la qual, ensems, ho és de la Riera de Canalda).
Neix a 1.205 m d'altitud a 220 m. al SW de les runes de l'Hostalnou de Canalda des d'on surt un camí cap a l'oest que la travessa uns 600 m aigües avall. Fins a aquest punt, la rasa segueix la direcció NE-SW i a partir d'aquí agafa la direcció E-W que manté fins a la seva desembocadura que té lloc a 1.020 m d'altitud.
Uns 200 metres més avall del lloc on la travessa el camí citat, al vessant sud hi ha la cova de la Canaleta.

## Coordenades d'altres punts significatius del seu curs
- Confluència amb la rasa de Coll de Jou: 42° 6′ 59.80″ N, 1° 31′ 53.41″ E / 42.1166111°N,1.5315028°E